# 胡椒の悔やみ
『胡椒の悔やみ』（こしょうのくやみ）は古典落語の演目。別題は『悔やみ』（くやみ）。上方落語ではほぼ同内容の『悔（や）み丁稚』（くやみでっち）があり、『ええ気味』（ええきび）という別題もある。
笑い上戸の男が葬儀に参列して悔やみを述べる際、笑わないように胡椒の粉を用意したが、一度に口にしたために起きる騒動を描く。
原話は、安永2年（1773年）に出版された笑話本『聞上手』の一編である「山椒」。

## あらすじ
とんでもない笑い上戸である男が、兄貴分の八五郎のところに悔やみの作法を教わりにやってくる。自分が住んでいる長屋の大家の娘が、急に昨夜死んだから悔やみに行かなければいけないというのだが。
「おかしくてたまらないよ。兄ぃの前だけど、七十八十でもまだ腐らない奴があるのに、あんな十七八の小娘が死んじまって生意気だ」
めちゃくちゃな言い方に、八五郎は唖然。
「まぁ、お前も普段から、半纏の一枚もいただいてる家だろ。こういう時こそ手伝いに行って、悔やみの一つも言えばまた目をかけてくれる」
と、気を取り直して、男に「悔やみ」の文句をレクチャーをし始める。
「いいか。『承りますれば、お宅のお嬢さまがおかくれだそうで、本当に驚き入りました。ご家族の方は、さぞお力落としでございましょう』」
「えー、さぞお力が出たでしょう」
「馬鹿野郎！」
何とかせりふは覚えたが、問題なのが男が笑い上戸だということ。葬式に行くのだから、涙の一つも流さなければ失礼にあたるのだが、男は自分の親父が死んだときも大笑いしていた。考えた八五郎は、男に胡椒の粉を渡して「悔やみのときになったらこれを舐めろ」と告げる。
あんまり早くなめて行くと効き目が切れる。かといって、向こうへ行ってからベロベロやって悔やみを言ったのではバレてしまって体裁が悪い。垣根か、戸袋の陰でこっそりなめろと、細かい「指導」を伝えて男を送り出した。
式場では女たちが心にもない悔やみを並べ立てるのを聞いて、
「あのおかみめ。あいつも胡椒なめやがったな。負けてたまるか」
なるほど。舐めると確かに涙がポロポロ出てくるが、ドジな奴で、いっぺんに全部口に放り込んだから、口の中は物凄いことになってしまう。そのまま葬式に参加して、墓前で
「承りますれば…お嬢さまが…ハックショッ!!　水ください」　
出された水を一息に飲み干し、やっと気分が落ち着いてくる。
「ハックショッ!! ああ、顔がこわれちゃうかと思った。おどろいたねどうも。…うぷっ、承り、承りますれば…ウフッ、お宅のお嬢さまがおかくれだそうで…あーあ、いい気持ちだ」

## バリエーション
武藤禎夫の『定本 落語三百題』（岩波書店）のあらすじでは、胡椒を授けるのは主人公の妻という設定である。